# Посёлок экскаваторного завода
Посёлок экскаваторного завода (на Большевисткой) — бывший посёлок, сейчас микрорайон города Дмитрова Московской области. Бывшая слобода Борисоглебского монастыря.

## Расположение
Расположен на высоком холме Клинско-Дмитровской гряды. На северо-западе начинается пойма реки Яхромы, на востоке протекает речка Березовец. С юга примыкает парк Табор.
По происхождения названия парка существует 2 основные версии, не противоречащие друг другу: первая — на месте леса располагался федеральный ордынский военный лагерь, вторая — на месте леса был лагерь польско-литовского войска.
С юго-востока примыкает территория микрорайона Космонавтов. С юга — бывший посёлок завода железобетонных конструкций.

## История

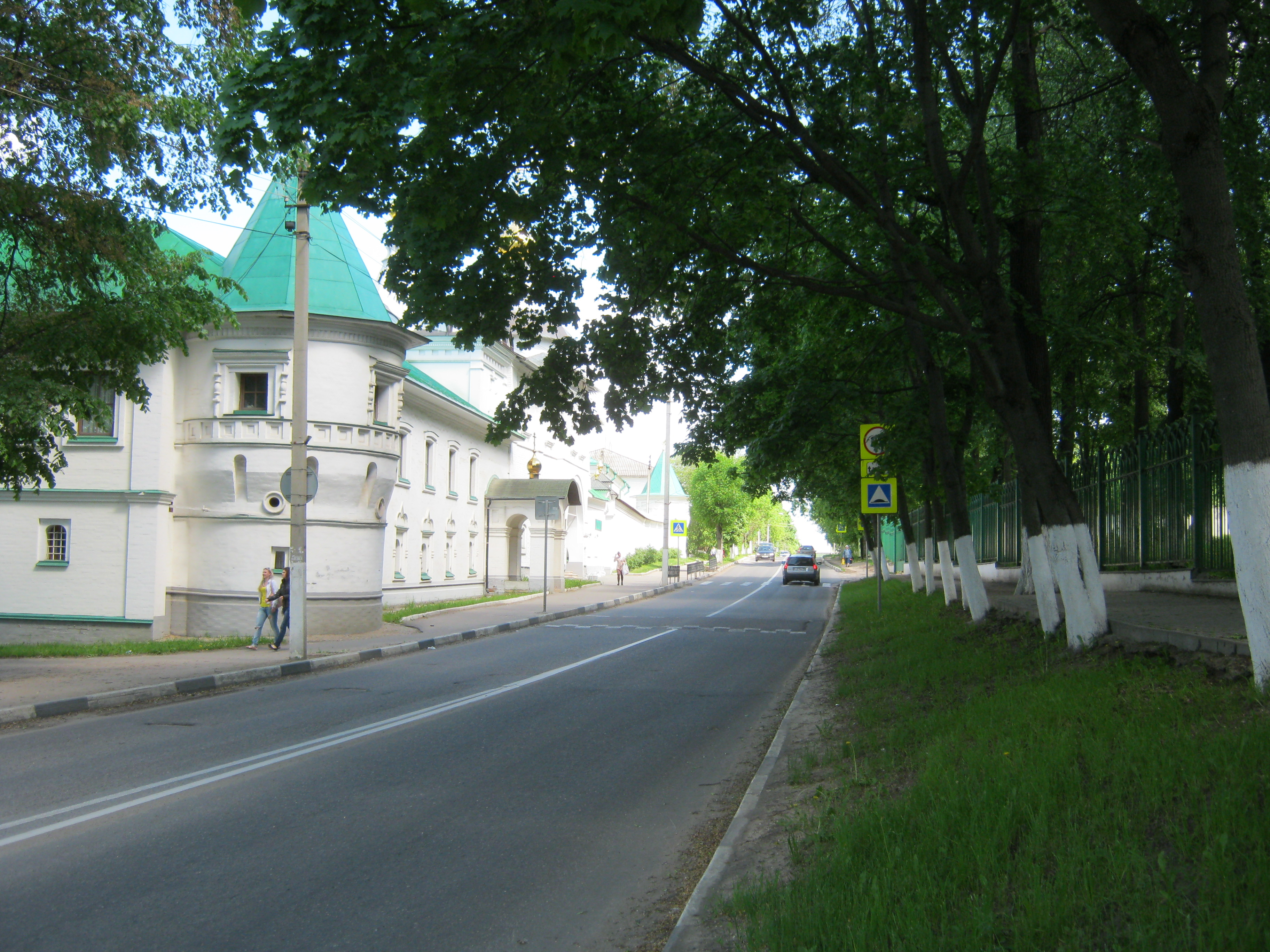
Южная стена Борисоглебского монастыря. Через дорогу территория бывшей военчасти

Изначально данная территория примыкала к Дмитровскому Борисоглебскому монастырю.
По переписным книгам 1627—1628 годов после польско-литовского нашествия в монастырской слободе числится: 13 дворов и 16 служилых людей. Также к слободе относится луг по реке Яхроме, дающей 100 копн сена. По переписным книгам 1685 года: 25 дворов и 71 человек. Также рядом на Березовце располагалась водная мельница.
После секуляризации 1764 года Екатерининским указом за монастырём оставили только: огородную и садовую землю, при конюшне безрыбный пруд для пойла лошадей (возможно, это пожарный пруд в бывшей военной авточасти), яму за монастырём для хранения пива и кваса. Оставлялась сенокосная земля на пустоши Ореховой со скотным двором и пустоши Митусовой. Право рыбной ловли на реке Яхроме с уплатой за неё в казну денег. В 1766 году была составлена опись оставшихся монастырских владений.
В уездный период Дмитрова – это окраина города.

### Строительство канала имени Москвы

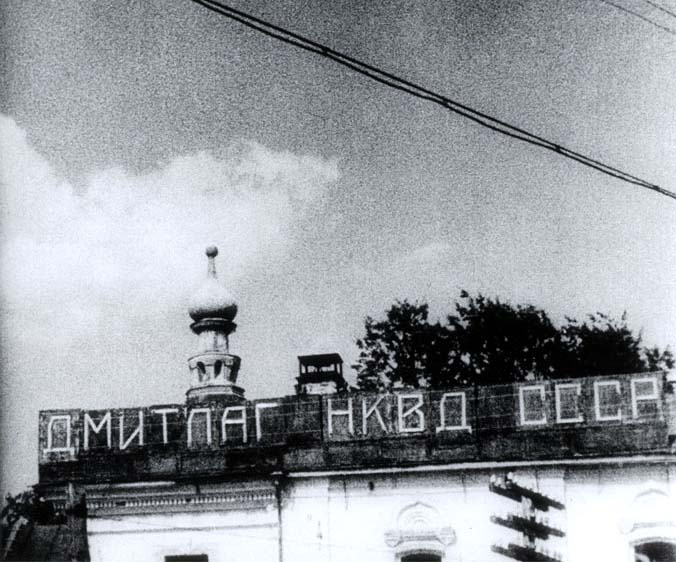
Управление Дмитлага в монастыре

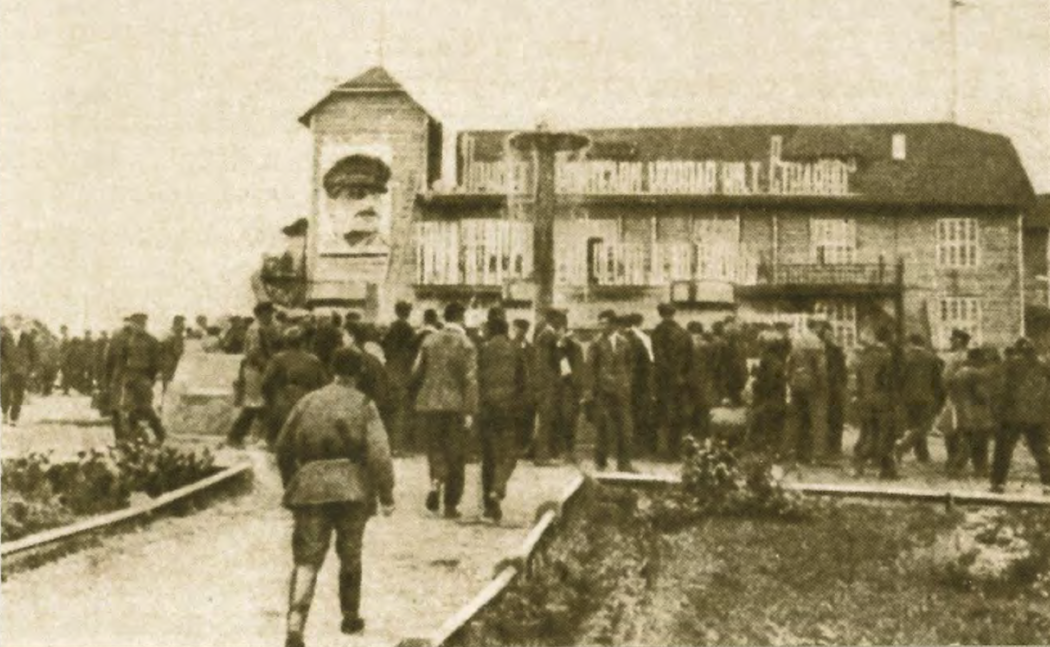
Клуб Дмитлага

В 1932 году в связи с началом строительства канала имени Москвы был сформирован Дмитлаг, руководство которого решило приспособить под свои нужды Борисоглебский монастырь, где с 1926 года размещался музей и архив.
Лагеря с заключёнными были расположены вдоль всей трассы канала, а инженерный состав и вольнонаёмные жили в основном в Дмитрове. В то время этот район города жители называли просто — ДмитЛаг. Старожилы Дмитрова хорошо помнят так называемый «городок» с улицами: Большевистская, Чекистская, Комсомольская, Пионерская, Инженерная, Энергетическая, Шлюзовая.
Дмитлаг создавался для "трудовой перековки", перевоспитания заключённых. Агитация для управленцев и вольнонаёмных проходила в клубе Дмитлага, который перевезли из Медвежьегорска в разобранном виде после завершения строительства Беломорканала.
Были построены 2-3 этажные дома с водопроводом и канализацией. Были построены очистные сооружения во время строительства канала.
В 1933 году начинается строительство Дмитровского экскаваторного завода (ДЭЗ) на базе чугунно-меднолитейного завода.
В 1937 году после завершения строительства канала ближайший жилой фонд «городка Дмитлага» отходит ДЭЗ и Управлению каналом. В дальнейшем эта территория стала называться посёлком экскаваторного завода.
За Шлюзовой улицей был построен водозаборный узел, котельная (сейчас Дмитровтеплосервис). Возможно рядом располагались очистные, которые сбрасывали очищенную воду в Березовец.
На месте Дома Культуры Дмитровского экскаваторного завода (ДЭЗ) (сейчас ДК «Современник») на улице Большевистской до конца 1950-х годов стоял одноэтажный клуб «Дмитлага». Рядом соседствует красивое здание Дмитровских электросетей управления канала имени Москвы, которое было построено в период прокладки канала.
ДЭЗ начинает формировать жилой посёлок (на базе бывшего жилого фонда Дмитлага)  для сотрудников завода возле урочища Таборы.
В апреле 1939 году открывается первый в Дмитрове футбольный стадион «Авангард».
В 1948—1950 годах закончено формирование жилого посёлка экскаваторного завода. Также были построены детские ясли, сад. При заводе был отдел рабочего снабжения (ОРС). Также заводом были построены: новая поликлиника и основное здание городской больницы.
Был построен банно-прачечный комбинат (улица Шлюзовая, д. 8а-с), который состоял из двухэтажной бани (на 1-м этаже баня сохранилась) с котельной и 2-х зданий прачечного комбината. Рядом располагается здание пожарной части с пожарной вышкой, построенной из красного кирпича.
В 1955 году строительство средней школы № 2. В течение 2-х лет с помощью ДЭЗ были построены спортивный зал и мастерские.

### В составе Дмитрова
5 ноября 1959 году решением № 1930 Мособлисполкома в черту города Дмитрова вошёл заводской (экскаваторный) жилой посёлок и жилые дома управления каналом имени Москвы.

## Образование. Культура
- Школа № 2
- Детские сады № 8 «Малышок» и № 13 «Скворушка»
- Стадион «Авангард»
- Дом культуры Современник (бывший ДК ДЭЗ[12]) со сквером

## Предприятия и организации
- Дмитровские электрические сети — филиал ФГБУ Канал имени Москвы
- Дмитровтеплосервис
- Военкомат
- 5-й отряд Федеральной противопожарной службы (пожарная часть)
- Дмитровский комплексный центр социального обслуживания населения (пансионат)
- Территория бывшей военчасти

## Галерея

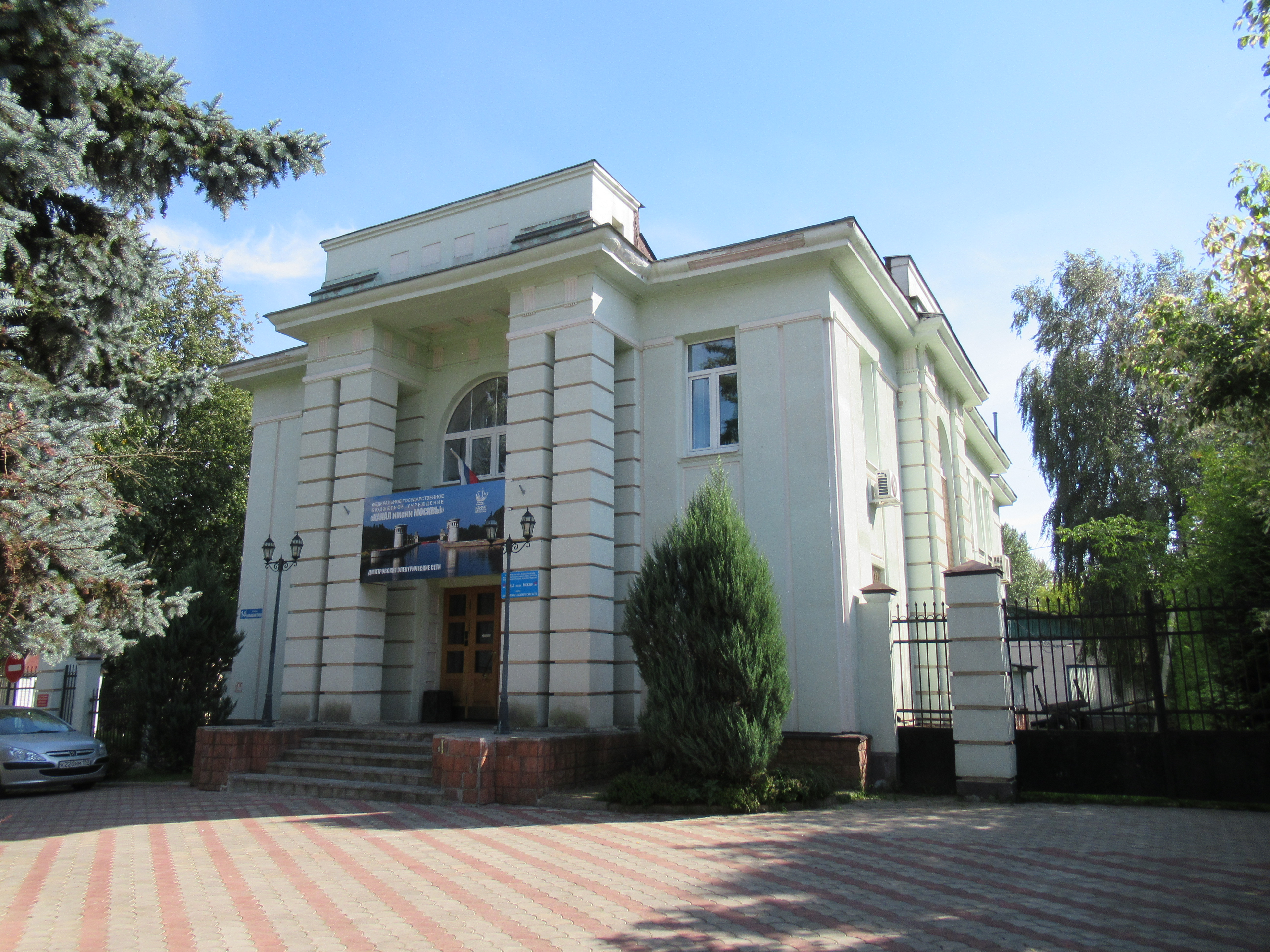
Здание Дмитровских электросетей канала им. Москвы (1936 г.) на Большевисткой улице
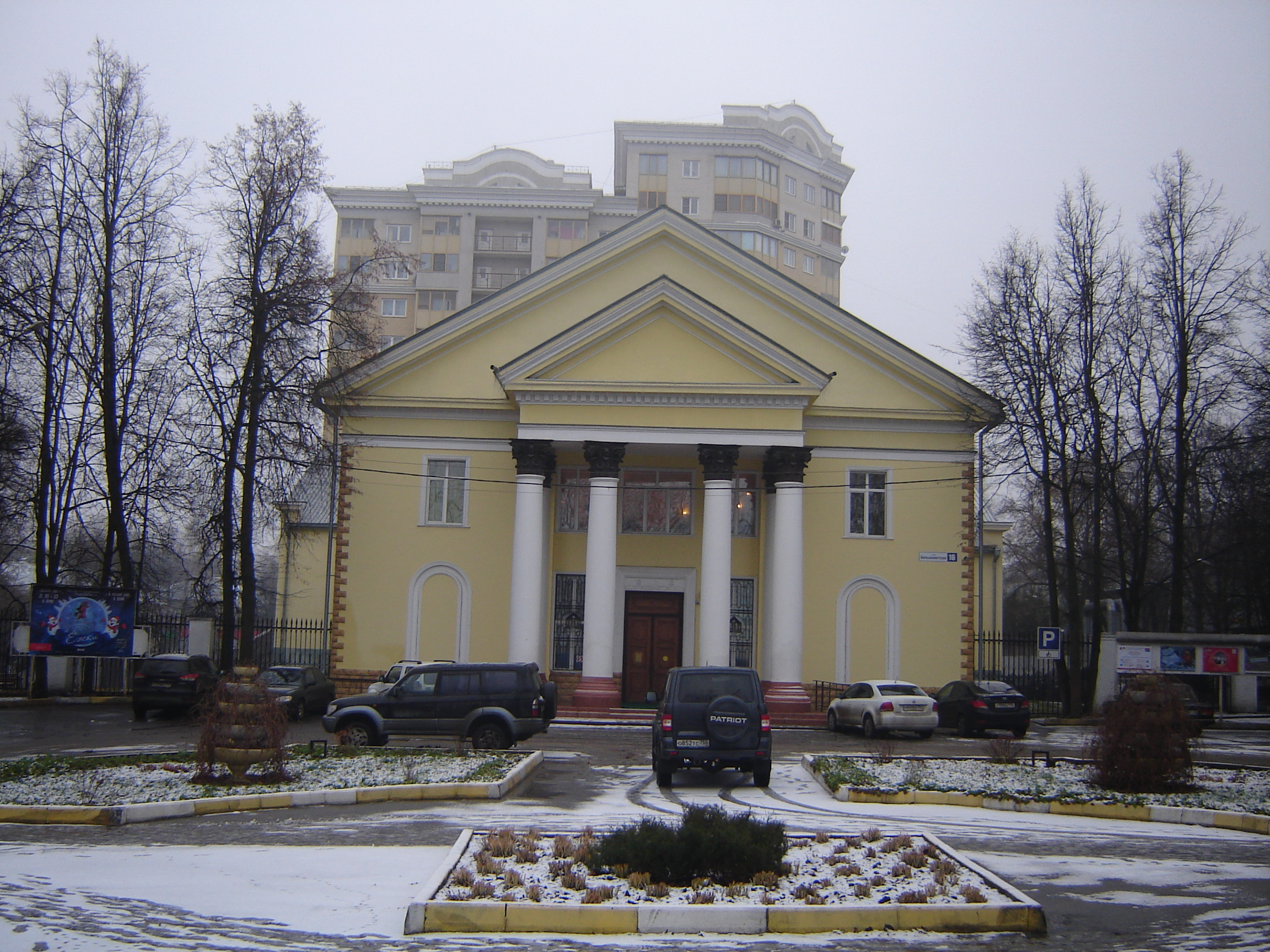
ДК «Современник», бывший Дом культуры «ДЭЗ»
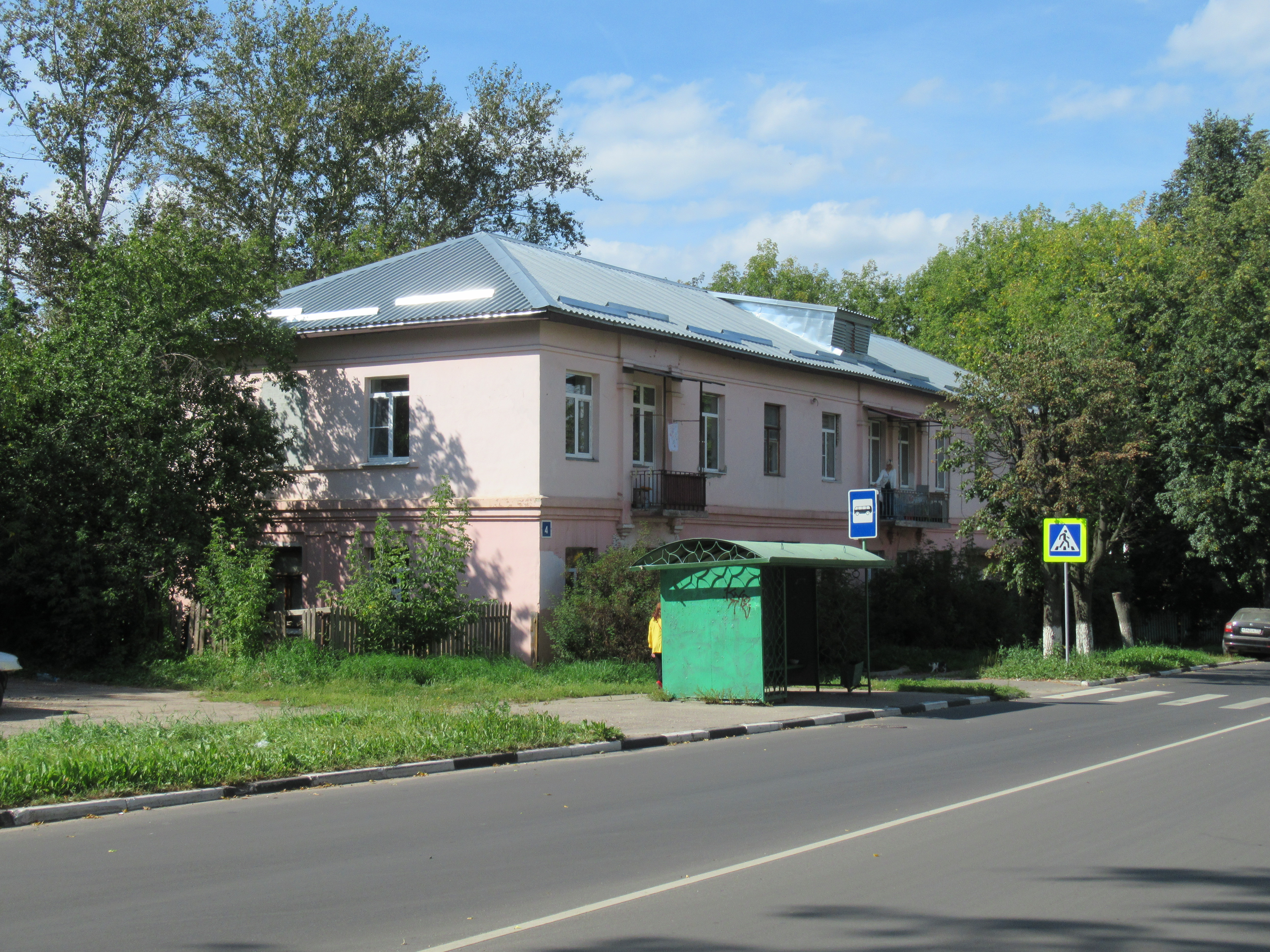
Автобусная остановка и жилое здание на Комсомольской улице
Пожарная вышка на Шлюзовой улице и предприятия коммунальной службы
Парк Табор